# Râle à crête
Gallicrex cinerea
Genre
Espèce
Statut de conservation UICN

 LC  : Préoccupation mineure
Le Râle à crête (Gallicrex cinerea) est une espèce d'oiseaux de la famille des Rallidae.

## Répartition
Son aire s'étend du Pakistan à la Manchourie et l'Indonésie.